# Amt Anklam-Land
La comunità amministrativa di Anklam-Land (Amt Anklam-Land) appartiene al circondario della Pomerania Anteriore-Greifswald nel Meclemburgo-Pomerania Anteriore, in Germania.

## Suddivisione
Comprende 18 comuni (abitanti il 31 dicembre 2022):
1. Bargischow (289)
2. Blesewitz (239)
3. Boldekow (644)
4. Bugewitz (235)
5. Butzow (430)
6. Ducherow (2 346)
7. Iven (175)
8. Krien (679)
9. Krusenfelde (152)
10. Medow (502)
11. Neetzow-Liepen (838)
12. Neu Kosenow (469)
13. Neuenkirchen (226)
14. Postlow (297)
15. Rossin (170)
16. Sarnow (366)
17. Spantekow * (1 112)
18. Stolpe an der Peene (275)

Il capoluogo è Spantekow.